# Zheng Min
Zheng Min (chino: 郑敏; Minhou, Fujian; 18 de julio de 1920-Pekín; 3 de enero de 2022) fue una erudita y poetisa modernista china.

## Primeros años de vida y carrera
Nació el 18 de julio de 1920 en el condado de Minhou. Estudió en la Universidad del Sudoeste de Kunming, donde se licenció en filosofía en 1943. Comenzó a publicar sus obras durante la Guerra de Resistencia, siendo una de las pocas poetas modernistas de la época. Asistió a la Universidad de Brown, en Estados Unidos, y obtuvo un máster en literatura en 1951, antes de regresar a China en 1955. Es una de las nueve prolíficas poetas modernistas consideradas de la escuela poética de las "Nueve Hojas". Aunque su obra no se considera en general de naturaleza feminista, su posición como poeta femenina en un ámbito mayoritariamente masculino, su desviación de la escritura femenina tradicional y sus exploraciones de la psique femenina en particular la convierten en una figura importante de la poesía china.

## Estilo
Sus primeras obras se caracterizan por su lirismo, filosofía y realismo social. Se la elogia por su habilidad para combinar las tres cosas, especialmente por su escritura lírica, y por su capacidad para crear profundidad emocional. También se la elogia por mezclar estilos poéticos tradicionalmente masculinos y femeninos, este último ejemplificado por su lirismo y el primero por sus influencias filosóficas y la exploración de otros temas típicamente masculinos. Su estilo está lleno de imágenes y metáforas, y hace un gran uso de su propia percepción sensorial, pero también está, en sus propios términos, "firmemente arraigado en la sensibilidad". De este modo, sus poemas son a menudo introspectivos y profundos, y Zheng muestra un claro interés por explorar la mente a través de sus obras. Sin embargo, su estilo también le ha valido críticas, ya que tiende a hacer que algunos de sus poemas más extensos se sientan inconexos y como si carecieran de una idea clara y unificadora. Aunque es una poeta modernista, se le atribuye la combinación de técnicas modernistas y tradicionales en su obra. Aunque a menudo empleaba la herramienta modernista del ego dividido, también escribía a menudo con anhelo y lamento, especialmente en sus poemas de amor, que son indicativos de obras literarias más tradicionales. A diferencia de muchas poetisas posteriores, sus obras no se consideran especialmente feministas. Más bien, los críticos de la generación más joven consideran que encajan en el molde patriarcal ya existente.

## Vida personal y muerte
Murió en Pekín el 3 de enero de 2022, a la edad de 101 años.

## Obras importantes
- Zheng Min Shiji 1942-1947 [The Collected Poems of Zheng Min 1942-1947]

- Jiuye ji [The Collected Poems of the Nine Leaves]